# NYC (canção)
"Say Hello to the Angels/NYC" é um single da banda nova-iorquina de post-punk revival Interpol, com dois lados A, ambos tirados de seu primeiro álbumm Turn on the Bright Lights. Foi lançado em 14 de Abril de 2003, como segundo single do álbum.
Foi produzido um videoclipe para "NYC", dirigido por Doug Aitken.
O musicista eletrônico Moby listou "NYC" como a sua oitava música favorita da década.

## Lista de faixas
CD (OLE582-2):
1. "Say Hello to the Angels" – 4:28
2. "NYC" – 4:21
3. "NYC" (Demo) – 4:28

7" (OLE582-7):
1. "Say Hello to the Angels" – 4:28
2. "NYC" – 4:21